# Issepts
 Issepts  es una población y comuna francesa, situada en la región de Mediodía-Pirineos, departamento de Lot, en el distrito de Figeac y cantón de Livernon.

## Demografía
| 198 | 184 | 200 | 183 | 145 | 158 |
| Para los censos de 1962 a 1999 la población legal corresponde a la población sin duplicidades (Fuente: INSEE [Consultar]) |     |     |     |     |     |